# Sante Marie
Sante Marie es una  localidad italiana de la provincia de L'Aquila, región de Abruzos de 1.303 habitantes.

## Evolución demográfica
| Gráfica de evolución demográfica de Sante Marie entre 1861 y 2001 |
|                                                                   |
| Fuentes ISTAT - elaboración gráfica por Wikipedia                 |